# Paepalanthus gounelleanus
Paepalanthus gounelleanus är en gräsväxtart som beskrevs av Gustave Beauverd. Paepalanthus gounelleanus ingår i släktet Paepalanthus och familjen Eriocaulaceae. Inga underarter finns listade i Catalogue of Life.